# Ферн, Коди
Ко́ди Ферн (англ. Cody Fern; род. 6 июля 1988) — австралийский кинематографист, актёр и режиссёр.

## Ранние годы и образование
Ферн родился в городе Саутерн-Кросс в Западной Австралии. Он учился в школе-интернате Мерредина (англ. Merredin Senior High School), а также окончил университет Кёртина (англ. Curtin University) со степенью бакалавра в области коммерции в 2009 году.

## Карьера
Ферн приобрёл первоначальную известность благодаря ролям на театральной сцене, а также снялся в нескольких короткометражных фильмах. Он исполнил главную роль в постановке пьесы «Боевой конь» в Королевском национальном театре в Лондоне, за которую получил похвалу от критиков.
В 2014 году Ферн выиграл стипендию Хита Леджера. В 2017 году он дебютировал на большом экране с ролью в фильме «Племена Палос Вердес», а также совместно с Кейром Гилкристом снял короткометражный фильм «Рыбы».
В 2018 году Ферн дебютировал на телевидении с ролью Дэвида Мэдсона во втором сезоне сериала «Американская история преступлений» под названием «Убийство Джанни Версаче». В том же году он появился с постоянной ролью в финальном сезоне сериала «Карточный домик», а также восьмом сезоне «Американской истории ужасов» под названием «Апокалипсис». В 2019 году Ферн появился в девятом сезоне «Американской истории ужасов» под названием «1984». В 2021 году Ферн появился в десятом сезоне «Американской истории ужасов» под названием «Двойной сеанс».

## Фильмография

### Кино
| Год  | Русское название                     | Оригинальное название       | Роль     | Примечания                                         |
| ---- | ------------------------------------ | --------------------------- | -------- | -------------------------------------------------- |
| 2008 | Дыра в земле                         | Hole in the Ground          | Зак      | Короткометражный фильм                             |
| 2010 | Всё же провожаю тебя домой           | Still Take You Home         | Милк     | Короткометражный фильм                             |
| 2010 | Нарисованный дом                     | Drawn Home                  | Стив     | Короткометражный фильм                             |
| 2011 | 3 часа ночи                          | 3AM                         | Энджей   | Короткометражный фильм                             |
| 2014 | Последний раз, когда я видел Ричарда | The Last Time I Saw Richard | Ричард   | Короткометражный фильм                             |
| 2017 | Племена Палос Вердес                 | The Tribes of Palos Verdes  | Джим     |                                                    |
| 2017 | Рыбы                                 | Pisces                      | Чарли    | Короткометражный фильм; также режиссёр и сценарист |
| 2018 | Великие мрачные дни                  | The Great Darkened Days     | торговец |                                                    |
| 2022 | Отец Стю                             | Father Stu                  | Джейкоб  |                                                    |
| 2023 | Волшебная страна                     | Fairyland                   | Эдди     |                                                    |
| 2025 | Джимпа                               | Jimpa                       |          | Постпродакш                                        |

### Телевидение
| Год       | Русское название                                           | Оригинальное название                                     | Роль            | Примечания                                            |
| --------- | ---------------------------------------------------------- | --------------------------------------------------------- | --------------- | ----------------------------------------------------- |
| 2014      | Сочельник 1914 года                                        | Christmas Eve, 1914                                       | Арнольд Чапман  | Телевизионный фильм                                   |
| 2018      | Убийство Джанни Версаче: Американская история преступлений | The Assassination of Gianni Versace: American Crime Story | Дэвид Мэдсон    | Повторяющаяся роль, 4 эпизода                         |
| 2018      | Американская история ужасов: Апокалипсис                   | American Horror Story: Apocalypse                         | Майкл Лэнгдон   | Основная роль, 9 эпизодов                             |
| 2018      | Карточный домик                                            | House of Cards                                            | Дункан Шепард   | Основная роль, 7 эпизодов (6 сезон)                   |
| 2019      | Американская история ужасов: 1984                          | American Horror Story: 1984                               | Ксавье Плимптон | Основная роль, 9 эпизодов                             |
| 2021      | Эдем                                                       | Eden                                                      | Энди Долан      | Основная роль, 7 эпизодов                             |
| 2021-2022 | Американские истории ужасов                                | American Horror Stories                                   | Стэн Фогель     | Основная роль, эпизод: "Feral" (1 сезон, 6 серия)     |
| 2021-2022 | Американские истории ужасов                                | American Horror Stories                                   | Томас Браун     | Основная роль, эпизод: "Milkmaids" (2 сезон, 4 серия) |
| 2021      | Американская история ужасов: Двойной сеанс                 | American Horror: Double Feature                           | Валиант Тор     | Повторяющаяся роль, 2 эпизода                         |
| 2025      | Основание                                                  | Foundation                                                | Торан Мэллоу    | Повторяющаяся роль, 3 сезон                           |

### Видеоигры
| Год  | Название                 | Персонаж   | Примечания             |        |
| ---- | ------------------------ | ---------- | ---------------------- | ------ |
| 2023 | Star Wars Jedi: Survivor | Даган Гера | Голос, захват движения | [ 15 ] |